# Такарадзука
Такарадзука е град в Япония. Населението му е 225 129 жители (по приблизителна оценка от октомври 2018 г.), а площта му е 101,89 кв. км. Намира се в часова зона UTC+9. Градът е спално предградие на градовете Осака и Кобе.